# 弗洛克 (滨海塞纳省)
弗洛克（法語：Flocques，法語發音：[flɔk]）是法国滨海塞纳省的一个市镇，属于迪耶普区。

## 地理
弗洛克（50°2'12"N, 1°21'49"E）面积4.93 平方千米，位于法国诺曼底大区滨海塞纳省，该省份为法国北部沿海省份，其西部及北部濒大西洋英吉利海峡，东起顺时针与索姆省、瓦兹省、厄尔省和卡爾瓦多斯省接壤。
与弗洛克接壤的市镇（或旧市镇、城区）包括：滨海克里耶勒、埃塔隆德、勒特雷波爾。

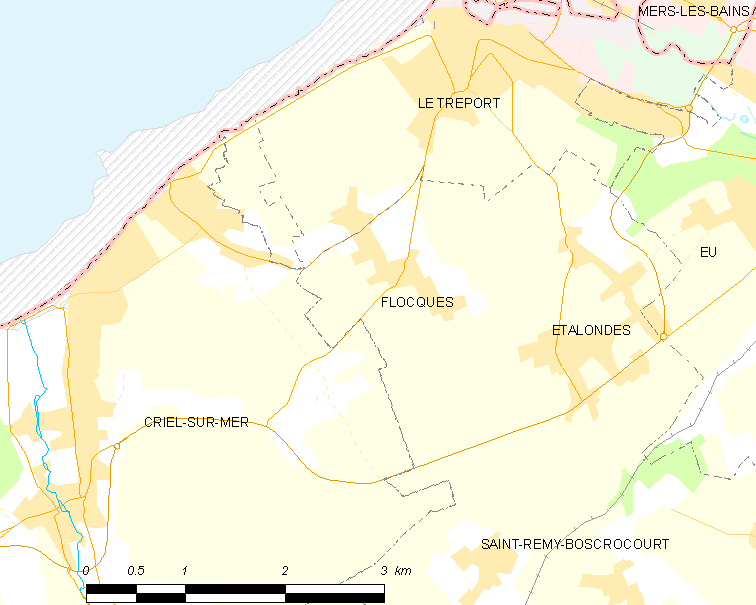
的OSM定位图

弗洛克的时区为UTC+01:00、UTC+02:00（夏令时）。

## 行政
弗洛克的邮政编码为76260，INSEE市镇编码为76266。

## 政治
弗洛克所属的省级选区为厄镇县。

## 人口

1962-2008年间人口变化图示

弗洛克于2022年1月1日时的人口数量为720人。